# Almaty
Almaty (en kazajo: Алматы, romanizado: Almatý, pronunciado /ɑlmɑˈtə/ⓘ; en ruso: Алмá-Атá, Verny (Верный) en el Imperio ruso y hasta 1993 Almá-Atá) es la ciudad más grande de Kazajistán, con una población de 2 039 376 de habitantes, aproximadamente el 11 % de la población total del país y más de 2,7 millones en su área urbanizada, que abarca Talgar, Boraldai, Otegen Batyr y muchos otros suburbios. Fue la capital de la RSS de Kazajistán de 1929 a 1991, después del Kazajistán independiente de 1991 a 1997, cuando el gobierno trasladó la capitalidad a Astaná, al norte del país y 12 horas en tren.
Almaty continúa siendo el principal centro comercial y cultural de Kazajistán, así como su ciudad más poblada y cosmopolita. La ciudad está ubicada en la zona montañosa del sur de Kazajistán, cerca de la frontera con Kirguistán, en las estribaciones del Trans-Ili Alatau a una altura de 700-900 m, donde los ríos Almatinka Grande y Pequeño desembocan en la llanura.
Es parte de la Red de Ciudades Creativas de la UNESCO en el área de la música desde noviembre de 2017. La ciudad fue la anfitriona de una conferencia internacional de 1978 sobre Atención Primaria de Salud donde se adoptó la Declaración de Almaty, que marcó un cambio de paradigma en la salud pública mundial.

## Etimología
Hay una idea errónea de que su nombre procede del kazajo «алма/almá» ("manzana“) y ата/atá ("abuelo“) y se suele traducir por Padre de las Manzanas, ya que la manzana se supone que es nativa de esta región, pero parece ser que el verdadero origen del nombre proviene de la palabra alma (manzana) y el sufijo -ty, es decir, manzana. 

## Toponimia
El nombre Almaty tiene sus raíces en el asentamiento medieval de Almatau, que se levantaba cerca de la ciudad actual. Una teoría controvertida sostiene que el nombre deriva de la palabra kazaja que significa «manzana» (алма), y a menudo se traduce como «lleno de manzanas». De este modo, Almaty se traduciría  como Montaña de la manzana.
Existe una gran diversidad genética entre las manzanas silvestres de la región que rodea a Almaty; se cree que la región al oeste de las montañas Tian Shan es la cuna de la manzana. La especie silvestre Malus sieversii se considera una candidata probable para ser el ancestro de la manzana doméstica moderna.

## Historia

### Prehistoria

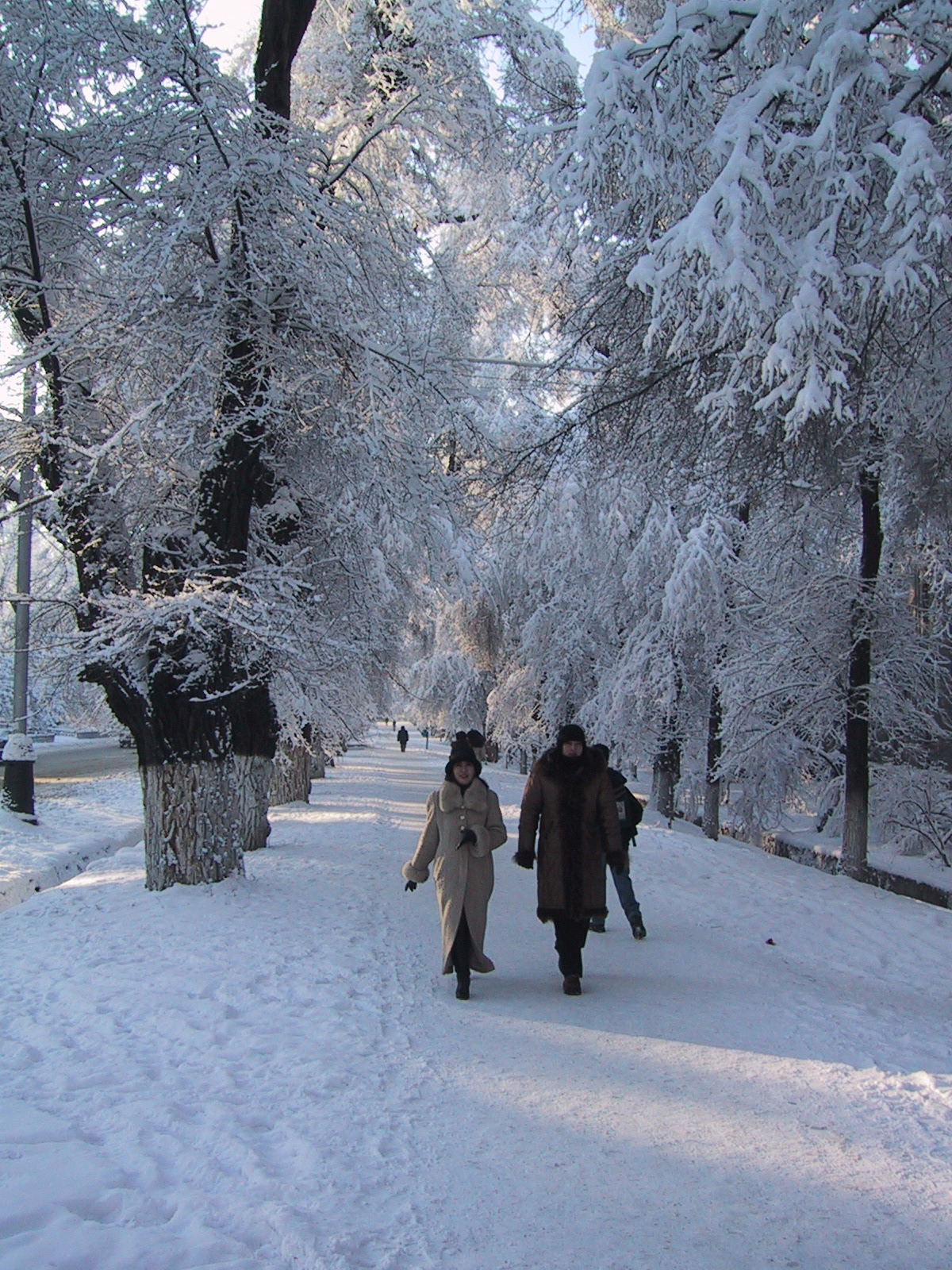
Calle en Almaty durante el invierno

Durante los siglos X-IX a. C. en la Edad del Bronce, agricultores y criadores de ganado se asentaron en el territorio de Almaty. Durante el Período Escita o Saca (del siglo VII a. C. hasta el comienzo de la Era Común), Almaty fue elegida residencia por la tribu de los saca o escitas, y más tarde por la tribu uisun que habitaban el territorio norte de la cordillera de Tian Shan. Las evidencias de esa época son numerosos túmulos funerarios y antiguos asentamientos, especialmente los túmulos gigantes de los zares Saca. Los más famosos hallazgos arqueológicos son los del «Hombre de oro de Issyk» Kurgán, el tesoro de Zhalauly, la diadema Kargaly, y las artes de bronce Zhetysu (calderas y lámparas). Durante los períodos Saca y Uisun, Almaty se convirtió en el centro de educación básica de sus gobernantes.

### Edad Media
La siguiente etapa en el crecimiento de Almaty se dio en la Edad Media y se caracterizó por el desarrollo de la cultura, la forma de vida tradicional, la agricultura y la artesanía, emergiendo una serie de pueblos y ciudades en el territorio de Zhetysu.
Entre los siglos X y XIV, los asentamientos situados en el territorio de la llamada «Gran Almaty» se convirtieron en parte de las rutas comerciales de la seda. En ese momento, Almaty se convirtió en uno de los centros comerciales, artesanales y agrícolas de la Ruta de la Seda; poseía derecho de acuñar moneda. La ciudad se menciona por primera vez como Almatu en libros del siglo XIII.

### Siglos XV y XVIII

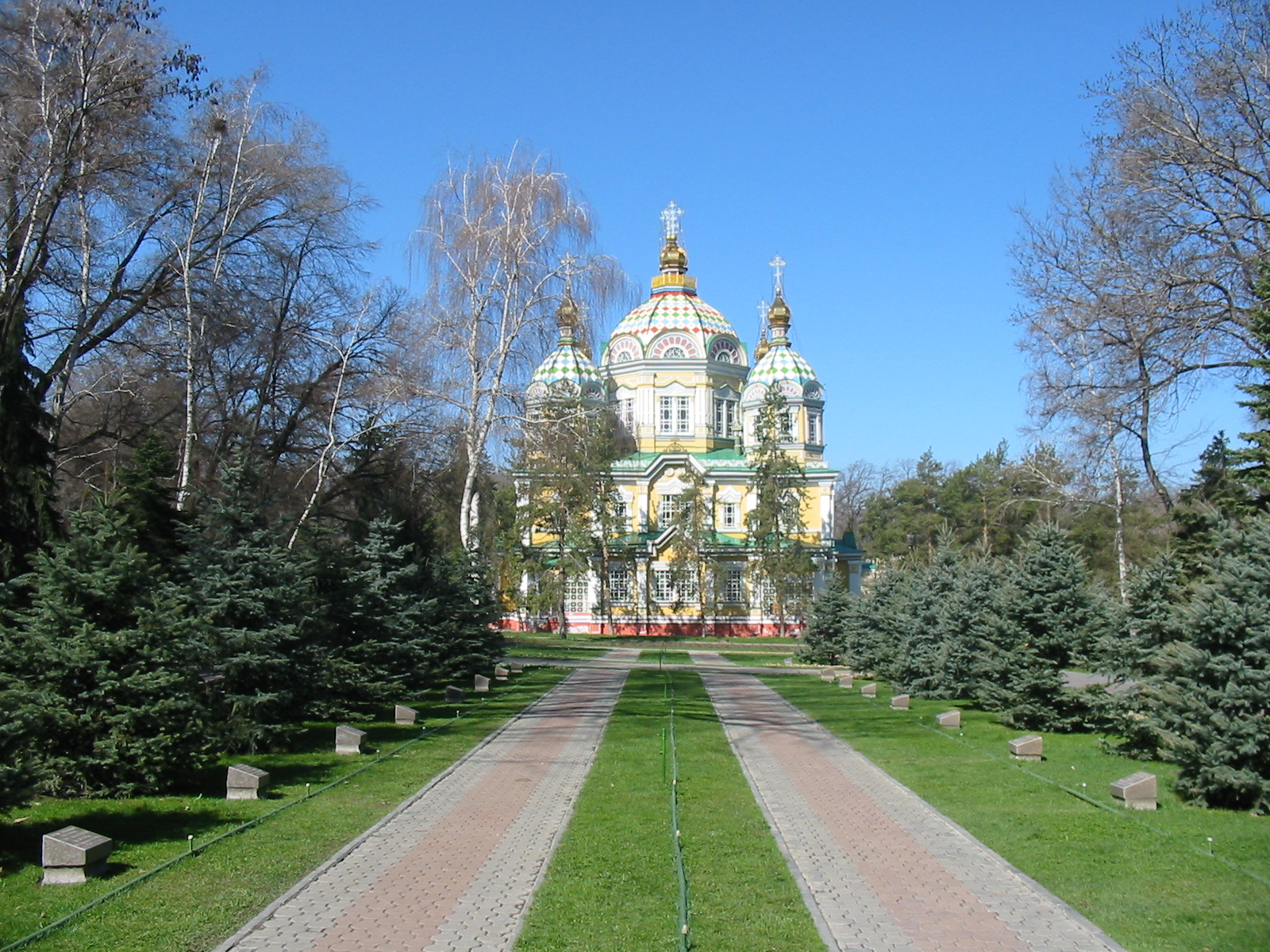
Catedral de la Ascension de la Iglesia ortodoxa rusa en el Parque Panfílov, construida en el. Es el segundo edificio de madera más alto del mundo.

Entre los siglos XV y XVIII, la ciudad sufrió un decaimiento de las actividades comerciales en esta parte de la Ruta de la Seda. No obstante, este período estuvo lleno de importantes acontecimientos políticos que dejaron un impacto significativo en la historia de Almaty y Kazajistán, siendo una etapa crucial de las relaciones entre los grupos étnicos y transformaciones políticas. El Kanato kazajo se fundó aquí, cerca de Almaty.
Estas tierras también fueron testigo de los trágicos acontecimientos relacionados con la invasión zúngara y los esfuerzos kazajos para proteger su tierra y preservar su independencia. En 1730 estos derrotaron a los zúngaros en las montañas Anyrakay, a 70 km al noroeste de Almaty. 
Conquistado el kanato en 1848 por el Imperio ruso, el 4 de febrero de 1854 se inició la construcción del Fuerte Verny cerca de la cordillera de Trans-Ilí Alatáu y entre los ríos Bolshaya Almatinka y Málaya Almatinka. La construcción terminó en el otoño. Se trata de un pentágono vallado y un lado construido a lo largo de la Málaya Almatinka. Más tarde, la cerca de madera fue sustituida por la pared de ladrillos con troneras. Las principales instalaciones fueron erigidas en torno a la gran plaza para la formación y desfile.
Desde 1856, comenzó a recibir campesinos rusos, lo que aumentó en número de habitantes.
En 1867, el Fuerte Verny se transformó en la ciudad y se pasó a llamar Almatinsk. Sin embargo, la población no quería ese nuevo nombre y pronto fue renombrada como Verny.

Según el primer plano de la ciudad, sus parámetros fueron de 2 km en el sur a lo largo del río Almatinka, y a 3 km al oeste. La nueva área de la ciudad se dividió en una parte residencial, y la segunda en los distritos.

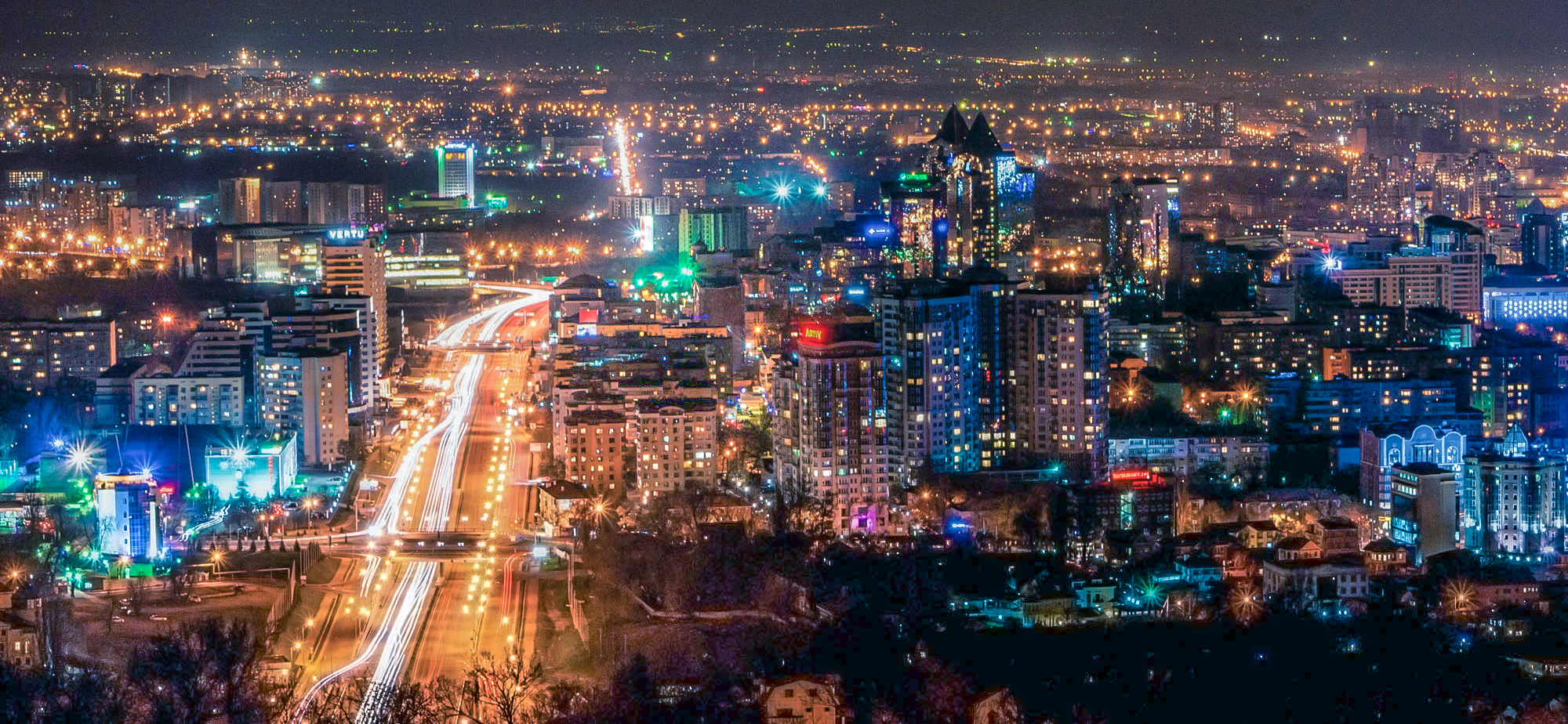
Vista nocturna de la ciudad de Almaty

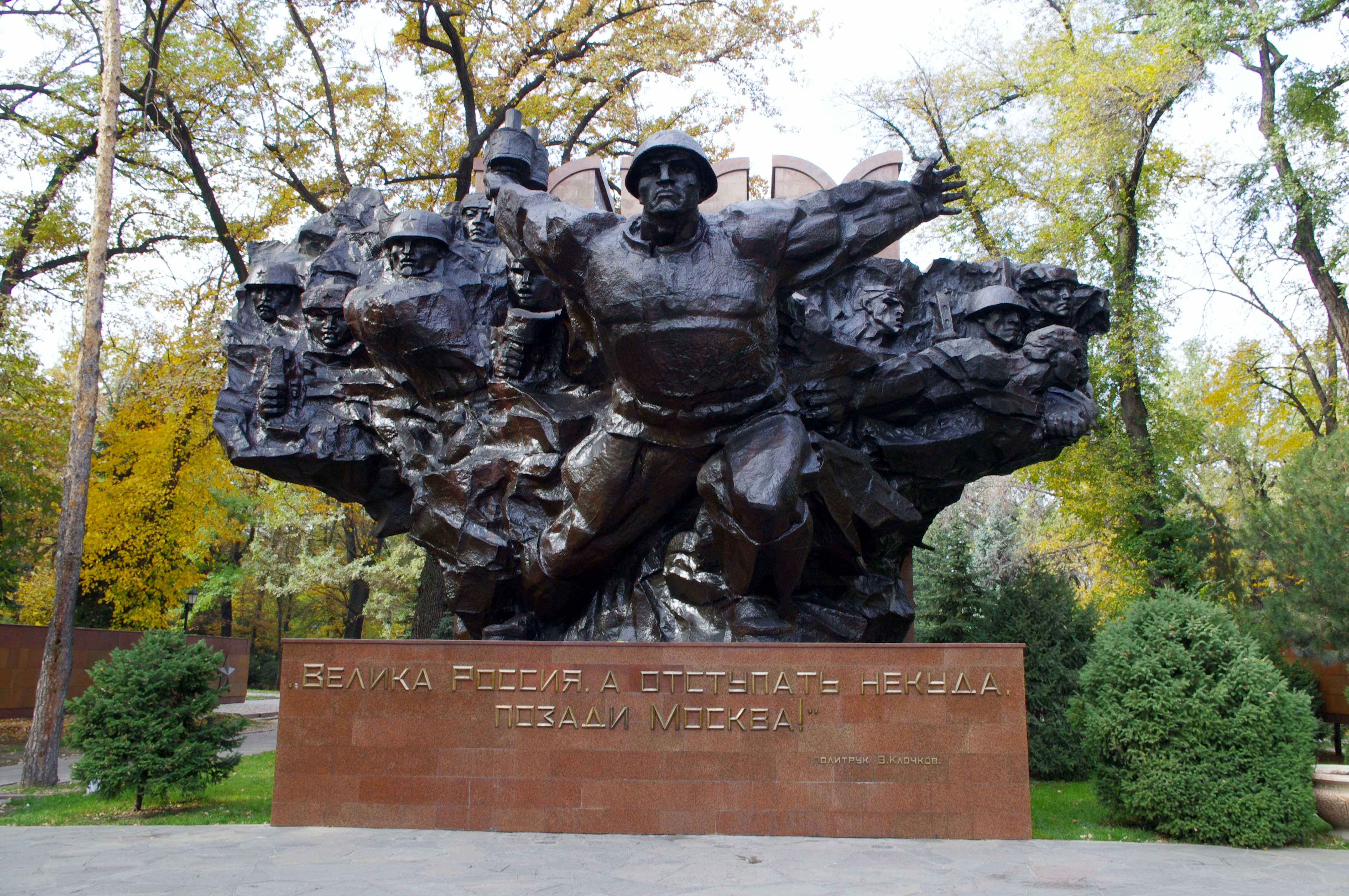
Monumento a los "28 Guardias de Panfílov" de la Gran Guerra Patria

El 28 de mayo de 1887, a las 4:00 a. m., un terremoto destruyó casi totalmente la ciudad de Verny en 11 o 12 minutos. La mayoría de los edificios que resultaron más dañados fueron los de ladrillo. El terremoto deterioró la imagen de la ciudad. Como consecuencia, la gente se inclinó por construir los edificios de madera o adobe.

### sigloXX

#### Segunda Guerra Mundial
Durante la Segunda Guerra Mundial, el territorio de la ciudad cambió en gran medida. Para organizar mejor la retaguardia y concentrar industrias y  recursos materiales, el gobierno se vio obligado a proveer alojamiento para 26 000 personas evacuadas. Almaty hospedó más de 30 instalaciones industriales evacuadas del frente oriental, 8 hospitales, 15 institutos, universidades y escuelas técnicas, alrededor de 20 instituciones culturales, etc. Empresas de producción de cine de Leningrado, Kiev y Moscú también fueron evacuadas a Almaty.

#### 1945 al 2000

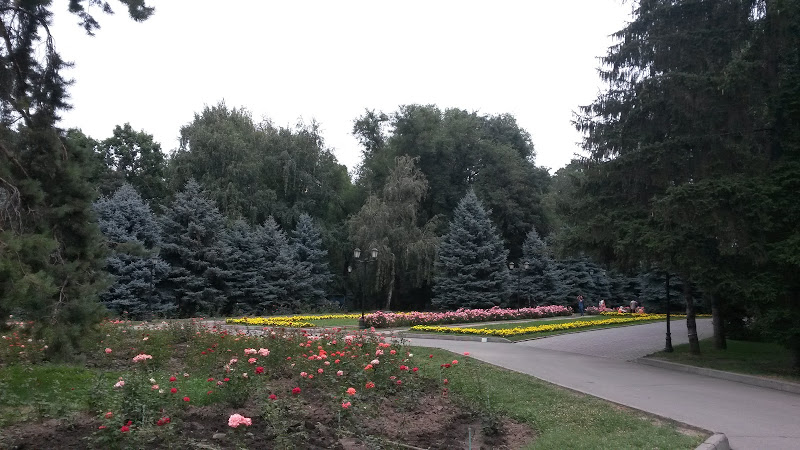
«Parque de los 28 Guardias de Panfílov» en Almaty.

Desde 1966 hasta 1971, 1.4 millones de metros cuadrados de suelo público y cooperativo de vivienda se pusieron en marcha. El primer edificio edificado fue el Hotel Kazajistán, el más alto de la ciudad e inaugurado en 1970 (actualmente, es el segundo edificio más alto del país por detrás de la torre de observación de Astaná, Bayterek). Anualmente, alrededor de 300 000 metros cuadrados de las viviendas estaban en construcción. Fue el período de construcción a prueba de terremotos en varios pisos de los edificios. En esta época se construyeron gran cantidad de escuelas, hospitales, equipamientos culturales y de ocio, incluido el Palacio de Lenin (actual Palacio de la República), Hotel Kazajistán, el complejo deportivo Medeo, etc.
Desde 1981, se puso en marcha el proyecto del metro de Almaty. Tras la disolución de la Unión Soviética, en 1993, el Gobierno tomó la decisión de cambiar el topónimo ruso Alma Ata a Almaty. El nuevo nombre de la ciudad sería Almaty, reivindicando el nombre kazajo. En 1997, el Presidente de la República de Kazajistán, Nursultán Nazarbáyev aprobó el decreto para transferir la capital de Almaty a Astaná.

### sigloXXI
El nuevo Plan General de Almaty fue desarrollado en 1998 y tiene como objetivo formar una ciudad ecológica, segura, cómoda, y que socialmente dé buenas condiciones de vida a sus ciudadanos. El objetivo principal es promover la imagen de Almaty como una ciudad-jardín. Uno de los componentes del Plan General es continuar la construcción de bloques de pisos y viviendas individuales, reorganizar los territorios industriales, mejorar la infraestructura de transporte y el lanzamiento del Metro de Almaty.

## Clima
La ciudad posee un clima continental húmedo (Dfa en la clasificación climática de Köppen).
| Parámetros climáticos promedio de Almatý (1991-2020) | Parámetros climáticos promedio de Almatý (1991-2020) | Parámetros climáticos promedio de Almatý (1991-2020) | Parámetros climáticos promedio de Almatý (1991-2020) | Parámetros climáticos promedio de Almatý (1991-2020) | Parámetros climáticos promedio de Almatý (1991-2020) | Parámetros climáticos promedio de Almatý (1991-2020) | Parámetros climáticos promedio de Almatý (1991-2020) | Parámetros climáticos promedio de Almatý (1991-2020) | Parámetros climáticos promedio de Almatý (1991-2020) | Parámetros climáticos promedio de Almatý (1991-2020) | Parámetros climáticos promedio de Almatý (1991-2020) | Parámetros climáticos promedio de Almatý (1991-2020) | Parámetros climáticos promedio de Almatý (1991-2020) |
| Mes                                                  | Ene.                                                 | Feb.                                                 | Mar.                                                 | Abr.                                                 | May.                                                 | Jun.                                                 | Jul.                                                 | Ago.                                                 | Sep.                                                 | Oct.                                                 | Nov.                                                 | Dic.                                                 | Anual                                                |
| ---------------------------------------------------- | ---------------------------------------------------- | ---------------------------------------------------- | ---------------------------------------------------- | ---------------------------------------------------- | ---------------------------------------------------- | ---------------------------------------------------- | ---------------------------------------------------- | ---------------------------------------------------- | ---------------------------------------------------- | ---------------------------------------------------- | ---------------------------------------------------- | ---------------------------------------------------- | ---------------------------------------------------- |
| Temp. máx. abs. (°C)                                 | 16.8                                                 | 21.9                                                 | 29.8                                                 | 33.2                                                 | 35.8                                                 | 39.3                                                 | 41.7                                                 | 40.5                                                 | 38.1                                                 | 31.4                                                 | 26.5                                                 | 19.2                                                 | 41.7                                                 |
| Temp. máx. media (°C)                                | 0.5                                                  | 2.7                                                  | 9.9                                                  | 17.8                                                 | 22.9                                                 | 27.9                                                 | 30.5                                                 | 29.7                                                 | 24.5                                                 | 16.9                                                 | 8.1                                                  | 2.0                                                  | 16.1                                                 |
| Temp. media (°C)                                     | -4.6                                                 | -2.4                                                 | 4.5                                                  | 12.1                                                 | 17.1                                                 | 22.1                                                 | 24.4                                                 | 23.3                                                 | 18.0                                                 | 10.6                                                 | 2.9                                                  | -2.7                                                 | 10.4                                                 |
| Temp. mín. media (°C)                                | -8.1                                                 | -6.2                                                 | -0.2                                                 | 6.8                                                  | 11.5                                                 | 16.4                                                 | 18.6                                                 | 17.3                                                 | 12.0                                                 | 5.3                                                  | -1.0                                                 | -6.1                                                 | 5.5                                                  |
| Temp. mín. abs. (°C)                                 | -30.1                                                | -37.7                                                | -24.8                                                | -10.9                                                | -7.0                                                 | 2.0                                                  | 7.3                                                  | 4.7                                                  | -3.0                                                 | -11.9                                                | -34.1                                                | -31.8                                                | -37.7                                                |
| Precipitación total (mm)                             | 34                                                   | 43                                                   | 73                                                   | 113                                                  | 99                                                   | 59                                                   | 43                                                   | 34                                                   | 28                                                   | 49                                                   | 55                                                   | 44                                                   | 674                                                  |
| Nevadas (cm)                                         | 15                                                   | 14                                                   | 5                                                    | 0                                                    | 0                                                    | 0                                                    | 0                                                    | 0                                                    | 0                                                    | 1                                                    | 2                                                    | 8                                                    | 45                                                   |
| Días de lluvias (≥ 1 mm)                             | 4                                                    | 5                                                    | 11                                                   | 14                                                   | 15                                                   | 15                                                   | 15                                                   | 10                                                   | 9                                                    | 10                                                   | 8                                                    | 6                                                    | 122                                                  |
| Días de nevadas (≥ 1 mm)                             | 11                                                   | 13                                                   | 8                                                    | 2                                                    | 0.2                                                  | 0                                                    | 0                                                    | 0.1                                                  | 0.1                                                  | 2                                                    | 6                                                    | 11                                                   | 53.4                                                 |
| Horas de sol                                         | 118                                                  | 119                                                  | 147                                                  | 194                                                  | 241                                                  | 280                                                  | 306                                                  | 294                                                  | 245                                                  | 184                                                  | 127                                                  | 101                                                  | 2356                                                 |
| Humedad relativa (%)                                 | 77                                                   | 77                                                   | 71                                                   | 59                                                   | 56                                                   | 49                                                   | 46                                                   | 45                                                   | 49                                                   | 64                                                   | 74                                                   | 79                                                   | 62.2                                                 |
| Fuente n.º 1: Погода и климат                        |                                                      |                                                      |                                                      |                                                      |                                                      |                                                      |                                                      |                                                      |                                                      |                                                      |                                                      |                                                      |                                                      |
| Fuente n.º 2: NOAA (sun 1961–1990)                   |                                                      |                                                      |                                                      |                                                      |                                                      |                                                      |                                                      |                                                      |                                                      |                                                      |                                                      |                                                      |                                                      |

## Demografía
| Gráfica de evolución de Almaty entre 1859 y 2020 |
|                                                  |

Según el censo de 1989 en la URSS, la población de Almaty era de 1 071 900 habitantes; en el censo de Kazajistán de 1999, se informó de una población de 1 129 400. En 2005, se registraron 1 226 000.
Con los datos de febrero de 2015, el comité nacional de estadísticas informó que la población de Almaty era de 1 797 431 habitantes. Esto supuso un aumento del 37 % con respecto a la cifra del censo de 1999 de 1 129 400 y un 44 % más que la cifra del censo de 1989 de la URSS de 1 071 900.
Según datos de 2021,el islam era la religión mayoritaria (57'77 %), seguida a gran distancia del cristianismo (17'41 %), budismo (0'22 %) y  judaísmo (0'11 %). Los que profesaban otra religión distinta de las anteriores eran el 0'24 %; los no religiosos suponían el 4'32 %; y los que no respondieron cuál era su religión fueron el 19'94 %.

## Economía
Almaty posee un centro financiero regional y centro de negocios: el RFCA (Centro Financiero Regional de la ciudad de Almaty), además de contar con la sede de Kazakhfilm Studios, una de las principales productoras de cine del país y de la región.

## Transporte
- Aeropuerto internacional de Almaty
- Estación de Almaty-2
- Estación de Almaty-1

## Deporte

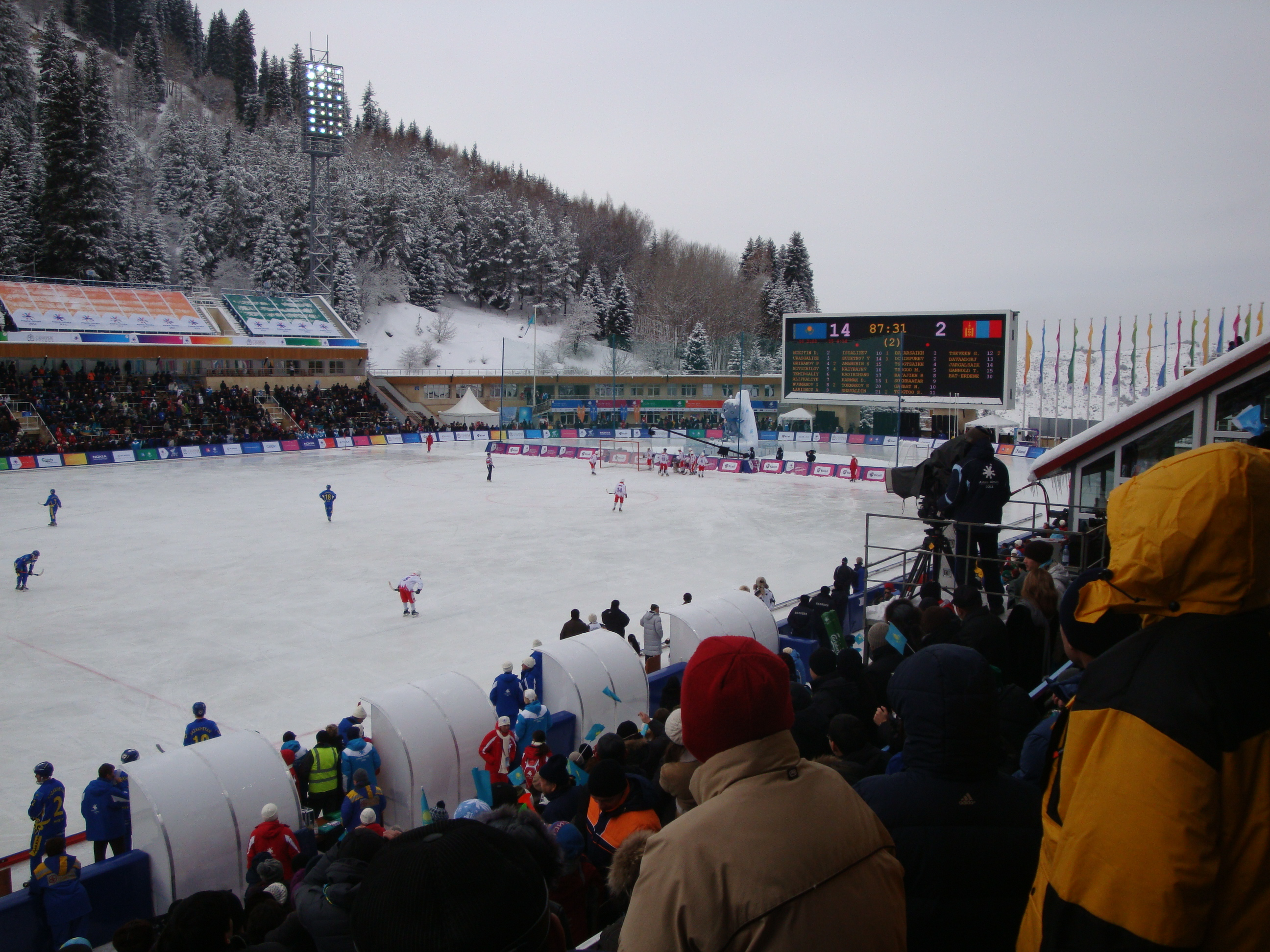
El Medeo, la pista de patinaje más alta del mundo, durante un partido de bandy entre Kazajistán y Mongolia.

La ciudad es la sede del club de fútbol kazajo FC Kairat, que juega en el Estadio Central, también el estadio donde juega la selección kazaja. Otro deporte igual muy practicado es el baloncesto, y en la ciudad se asienta uno de los clubes de baloncesto más importantes de Kazajistán; el CB Almatý es el equipo que ha cosechado más éxitos a nivel nacional. Los otros deportes predominantes son el hockey, el patinaje artístico y el tenis.
El equipo de fútbol sala AFC Kairat Almaty ha sido campeón de la UEFA Futsal Cup en dos ocasiones (2013 y 2015).
En 2009, Almaty se presentó para ser candidato oficial para organizar los XXII Juegos Olímpicos de Invierno de 2014, pero no fue incluida en la «lista corta» de las ciudades candidatas. Aun así, al año siguiente, Almaty se presentó para organizar los Juegos Asiáticos de Invierno de 2011, obteniendo la nominación.
El recinto más grande es el Medeo, la pista de bandy y patinaje sobre hielo más alta del mundo, con más de 8500 asientos. Se emplea como campo local del equipo de bandy Dynamo Almaty. Los equipos de baloncesto y de fútbol compiten en el Palacio cultural y deportivo Baluan Sholak.

## Personas destacadas
- Aleksandr Brener (1957-), artista.
- Olga Shishigina (1968-), atleta.
- Dmitri Fofonov (1976-), ciclista.
- Yelena Líjovtseva (1976-), tenista.
- Ruslana Korshunova (1987-2008), modelo.
- Reguina Kulikova (1989-), tenista.
- Zarina Dias (1993-), tenista.
- Daneliya Tuleshova  (2006-), cantante

## Ciudades hermanadas
- Londres, Inglaterra, Reino Unido
- Tucson, Estados Unidos
- Tel Aviv, Israel
- Rennes, Francia
- Moscú, Rusia
- Kazán, Rusia
- San Petersburgo, Rusia
- Daegu, Corea del Sur
- Biskek, Kirguizistán
- Bandung, Indonesia
- Minsk, Bielorrusia
- Vilna, Lituania
- Estambul, Turquía
- Riga, Letonia
- Budapest, Hungría
- Alejandría, Egipto
- Urumqi, China
- Meknés, Marruecos
- Viena, Austria
- Varna, Bulgaria
- Barcelona, España
- Cochabamba, Bolivia
- Valencia, Venezuela
- Rosario, Argentina